# Катастрофа A320 в Бангалоре
Катастрофа A320 в Бангалоре — крупная авиационная катастрофа, произошедшая 14 февраля 1990 года. Авиалайнер Airbus A320-231 авиакомпании Indian Airlines выполнял плановый внутренний рейс IC 605 по маршруту Бомбей—Бангалор, но при посадке в аэропорту Бангалора жёстко приземлился за 700 метров до ВПП и полностью разрушился и сгорел. Из находившихся на его борту 146 человек (139 пассажиров и 7 членов экипажа) погибли 92.
Катастрофа рейса 605 стала второй (по числу погибших) крупнейшей авиакатастрофой в истории Indian Airlines (после катастрофы Boeing 737 под Ахмадабадом, 131 погибший).

## Самолёт
Airbus A320-231 (регистрационный номер VT-EPN, серийный 079) был выпущен в 1989 году (первый полёт совершил 15 сентября под тестовым б/н F-WWIV). 23 декабря того же года был передан авиакомпании Indian Airlines. Оснащён двумя турбовентиляторными двигателями International Aero Engines V2500-A1. На день катастрофы совершил 302 цикла «взлёт-посадка» и налетал 370 часов.

## Экипаж
Самолётом управлял опытный экипаж, его состав был таким:
- Командир воздушного судна (КВС) — 44-летний Сатиш С. Гопуджкар (англ. Satish S. Gopujkar). Очень опытный пилот, проработал в авиакомпании Indian Airlines 21 год (с 1969 года). Управлял самолётами HS 748 и Boeing 737. В должности командира Airbus A320 — с 5 сентября 1989 года (до этого управлял им в качестве второго пилота). Налетал свыше 10 340 часов, 255 из них на Airbus A320 (212 из них в качестве КВС). На данном рейсе находился в кресле второго пилота.
- Второй пилот — 46-летний Сирил А. Фернандес (англ. Cyril A. Fernandez). Опытный пилот, проработал в авиакомпании Indian Airlines 13 лет (с 1977 года). Управлял самолётом Boeing 737. В должности второго пилота Airbus A320 — с 19 декабря 1989 года. Налетал 9307 часов, 68 из них на Airbus A320. На данном рейсе находился в кресле командира.

В салоне самолёта работали пятеро стюардесс.

## Расследование
Расследование причин катастрофы рейса IC 605 проводило Министерство гражданской авиации Индии (Indian Ministry of Civil Aviation) при участии Совета по безопасности транспорта Канады (TSBC).